# Mimulopsis
Mimulopsis là chi thực vật có hoa trong họ Acanthaceae.